# ФК Слайго Роувърс
Слайго Роувърс (на ирландски: Cumann Peile Ruagairí Shligigh) е ирландски футболен отбор от град Слайгоу. Отборът се състезава на най-високото равнище на ирландския клубен футбол – Премиер Дивизията на Ирландската лига. Клубът е кооперативно дружество собственост на хора от Слайгоу. Още от основаването си клубът домакинства на „Шоуграундс“. Слайго Роувърс е носител на купата на Ирландия в две поредни години – 2010 и 2011.

## Успехи
- Ирландска висша лига:
  -  Шампион (3): 1936/37, 1976/77, 2011/12
  -  Второ място (3): 1938/39, 1950/51, 2011
  -  Трето място (6): 1934/35, 1956/57, 1966/67, 1995/96, 2010, 2013
- Купа на Ирландия:
  -  Носител (5): 1983, 1994, 2010, 2011, 2013
  -  Финалист (6): 1938/39, 1939/40, 1969/70, 1977/78, 1980/81, 2009
- Суперкупа на Ирландия:
  -  Носител (1): 2014
- Купата на Лигата на Ирландия:
  -  Носител (2): 1998, 2010
  -  Финалист (3): 1975/76, 1976/77, 1995/96
- Купа на Дъблин:
  -  Носител (1): 1936/37

## Привърженици
Още от основаването си клуба се е радвал на лоялна подкрепа от жителите на Слайгоу, където е бил единствен отбор от самото начало, както и в целия северозападен регион. Тима събира средно около 2000 – 2500 зрители на домакинските си мачове. Слайго Роувърс има много фенове, които даряват средства на клуба особено тези от групировката the Bit O'Red Supporters Trust, които се опитаха да стартират някои иновативни програми за даряване на средства в помощ на клуба в по-дълъг срок. „Клуба на привържениците от Дъблин“ е друг важен фен клуб, както и „Клуб на привържениците от Южен Слайго“, „Клуб на привържениците от северен Слайго“. И 3-те фенклуба вземат дейно участие в даренията. Често организират транспорт за гостуванията на клуба. Друга независима групировка – Forza Rovers, създадена през 2008, често получава аплодисменти от играчи и фенове за страхотната хореография и подкрепа към отбора.

## Участия в евротурнирите
| сезон   | турнир                | кръг               | съперник        | страна на съперника | домакин | гост | общ резултат  |
| 1977-78 | Шампионска лига       | Първи кръг         | Цървена Звезда  | Югославия           | 0-3     | 0-3  | 0-6           |
| 1983-84 | КНК                   | Първи кръг         | ФК Хака         | Финландия           | 0-1     | 0-3  | 0-4           |
| 1994-95 | КНК                   | Квалификация       | Флориана        | Малта               | 1-0     | 2-2  | 3-2           |
| 1994-95 | КНК                   | Първи кръг         | Клуб Брюж       | Белгия              | 1-2     | 1-3  | 2-5           |
| 1996    | Купа Интертото        | Група 5            | СК Хееренвеен   | Нидерландия         | 0-0     | -    | 5-ти          |
| 1996    | Купа Интертото        | Група 5            | Лилестрьом      | Норвегия            | -       | 0-4  | 5-ти          |
| 1996    | Купа Интертото        | Група 5            | Нант            | Франция             | 3-3     | -    | 5-ти          |
| 1996    | Купа Интертото        | Група 5            | Каунас          | Литва               | -       | 0-1  | 5-ти          |
| 2009-10 | Лига Европа           | Първи квалиф.кръг  | Влазния Шкодра  | Албания             | 1-2     | 1-1  | 2-3           |
| 2011-12 | Лига Европа           | Трети квалиф. кръг | ФК Ворскла      | Украйна             | 0-2     | 0-0  | 0-2           |
| 2012-13 | Лига Европа           | Втори квалиф.кръг  | Спартак Търнава | Словакия            | 1-1     | 1-3  | 2-4           |
| 2013-14 | Шампионска лига       | Втори квалиф.кръг  | ФК Молде        | Норвегия            | 0-1     | 0-2  | 0-3           |
| 2014-15 | Лига Европа           | Първи квалиф.кръг  | Банга Гаргждай  | Литва               | 4-0     | 0-0  | 4-0           |
| 2014-15 | Лига Европа           | Втори квалиф.кръг  | ФК Розенборг    | Норвегия            | 1-3     | 2-1  | 3-4           |
| 2021-22 | Лига на конференциите | Първи квалиф.кръг  | ФХ              | Исландия            | 1-2     | 0-1  | 1-3           |
| 2022-23 | Лига на конференциите | Първи квалиф.кръг  | ФК Бала Таун    | Уелс                | 0-1     | 2-1  | 2-2(4-3дузпи) |
| 2022-23 | Лига на конференциите | Втори квалиф.кръг  | ФК Мъдъруел     | Шотландия           | 2-0     | 1-0  | 3-0           |
| 2022-23 | Лига на конференциите | Трети квалиф. кръг | ФК Викинг       | Норвегия            | 1-0     | 1-5  | 2-5           |
| ------- | --------------------- | ------------------ | --------------- | ------------------- | ------- | ---- | ------------- |